# جون شارد
جون شارد (بالإنجليزية: John Chard)‏ عسكري بريطاني (21 ديسمبر 1847 - 1897) خاض معارك في شرق افريقيا ضد قبائل الزولو